# Geografia da Cornualha

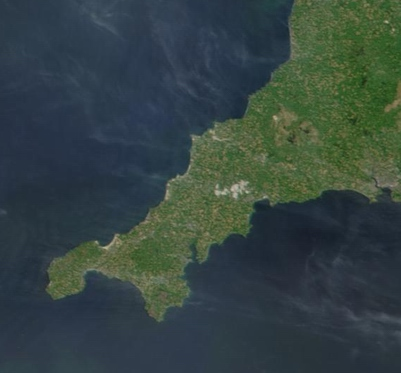
Cornualha vista do espaço.

A geografia da Cornualha descreve a península do extremo sudoeste da Inglaterra a oeste do Rio Tamar. A população da Cornualha é maior no oeste menos extenso do condado do que no leste devido à localização de Bodmin Moor; no entanto, a maior parte da população vive em áreas rurais. É o único condado da Inglaterra que faz fronteira com apenas um outro condado, Devon, e é o 9º maior condado em área, abrangendo 3.563 km 2 (1.376 mi 2). O comprimento da costa é grande em proporção à área do condado. A Cornualha é exposta à força total dos ventos predominantes do sudoeste que sopram do Oceano Atlântico. Ao norte fica o Mar Céltico e ao sul o Canal da Mancha.
Cornualha é a localização do ponto mais ao sul da Grã-Bretanha, o cabo Lizard, e do ponto mais a oeste do continente sul, Land's End. Algumas milhas mais a oeste estão as Ilhas Scilly.